# (3636) Pajdušáková
(3636) Pajdušáková est un astéroïde de la ceinture principale.

## Description
(3636) Pajdušáková est un astéroïde de la ceinture principale. Il fut découvert le 17 octobre 1982 à l'Observatoire Kleť par Antonín Mrkos. Il présente une orbite caractérisée par un demi-grand axe de 2,28 UA, une excentricité de 0,18 et une inclinaison de 4,1° par rapport à l'écliptique.

## Compléments